# Bibliotheca Buddhica

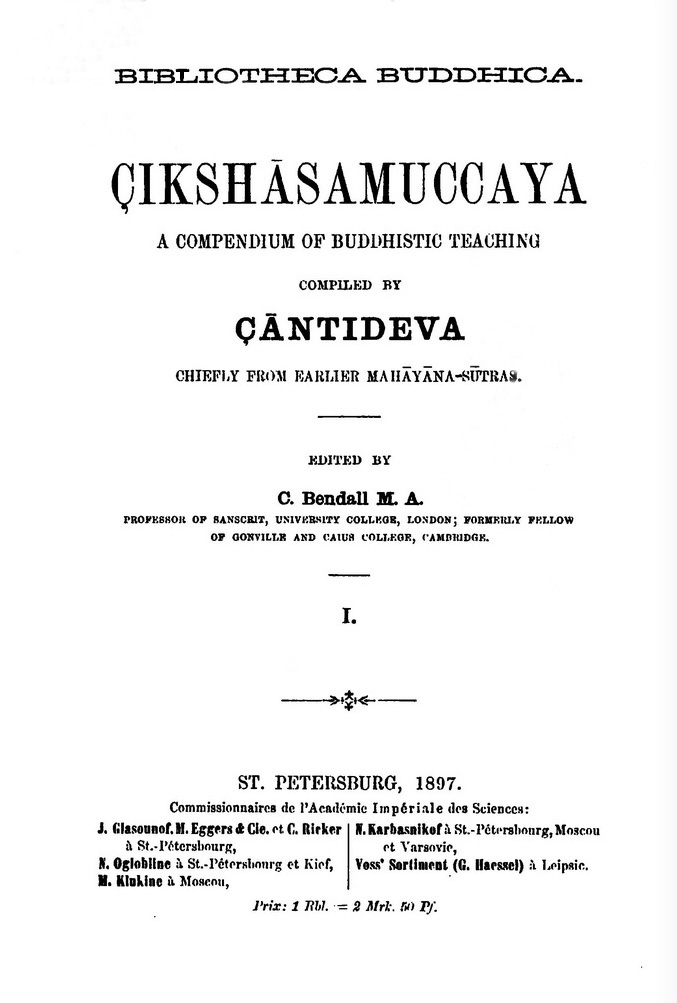
Первый том серии

«Bibliotheca Buddhica» («Библиотека Буддика») — многотомная серия переводных и оригинальных буддийских текстов, основанная в 1897 году академиком  С. Ф. Ольденбургом в Санкт-Петербурге при Российской академии наук. С момента основания в её составе вышло в свет 40 томов в более, чем ста выпусках. Вплоть до настоящего времени остаётся одним из самых авторитетных изданий среди буддологов мира.

## История

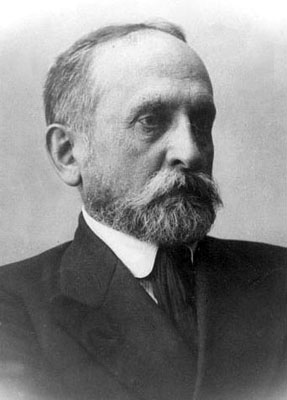
С. Ф. Ольденбург

Проект многотомной серии был разработан академиком  С. Ф. Ольденбургом и принят Академией наук. Проектом предполагалось научное издание текстов на санскрите, китайском, тибетском и монгольском языках; с самого начала он планировался как международный. В его осуществлении приняли участие крупнейшие русские ориенталисты Ф. И. Щербатской, В. В. Радлов, Б. Я. Владимирцов, С. Е. Малов, О. О. Розенберг, А. А. Сталь-Гольштейн, Е. Е. Обермиллер и другие. Вместе с ними над проектом работали выдающиеся западные учёные С. Бендалл, С. Леви, Л. Фино, Л. де ла Вале-Пуссен, Х. Керн и А. Грюнведель, а также такие крупнейшие буддологи Японии как Нандзё Бунъю и  Огихара Унрай.
Издание «Bibliotheca Buddhica» началось с публикации памятника буддийской литературы «Cikshasamuccaya» (рус.  Шикшасамуччая), которую по просьбе Ольденбурга подготовил английский востоковед Сесил Бендалл. В письме Ольденбургу Бендалл писал: «Мне остаётся лишь выразить чувство благодарности выдающейся Академии, так много сделавшей для исследования Востока, за честь, которую она мне оказала, избрав меня издателем первого тома». Впоследствии ряд томов серии подготовил сам Ольденбург.
Первый выпуск серии сразу же получил высокую оценку научного сообщества. Так, положительные отзывы уже в 1898 году были опубликованы в журналах «Journal of the Royal Asiatic Society», «Journal des savants» и «The Indian Antiquary», а Парижский конгресс ориенталистов выразил благодарность Академии наук за полезное издание.
С 1897 по 1937 вышло в общей сложности тридцать томов серии в более, чем 100 выпусках. Редактором издания был С. Ф. Ольденбург, о стиле работы которого в этом качестве Ф. И. Щербатской писал: «ни один лист не вышел без его внимательной и иногда даже придирчивой корректуры».
В связи с репрессиями среди советских востоковедов издание книг серии было приостановлено, хотя к моменту приостановки издания к печати было подготовлено (в основном тибетологом А. И. Востриковым) ещё 14 томов. Последним, выпущенным перед прекращением издания серии, стал XXX том, в котором в 1936 году Ф. И. Щербатской опубликовал работу «Мадхьянта-вибханга».
Издание «Мадхьянта-вибханга» стало поводом для резких нападок как на Ф. И. Щербатского лично, так и на серию в целом. В кампанию включились и некоторые коллеги Ф. И. Щербатского по Институту востоковедения. Так А. А. Петров и Я. Б. Радуль-Затуловский в своей рецензии на серию «Bibliotheca Buddhica» заявили о том, что: 

Первое — продолжение издания серии «Библиотека Буддика» в настоящем её виде дело политически вредное. Обслуживать буддистов теологическими текстами, а буржуазную науку кантианско-махистианскими откровениями ак. Щербатского не к лицу Академии наук СССР. Отсюда второе — издание «Библиотека Буддика» прекратить.

Решением Президиума АН СССР от 1937 года деятельность научно-издательской серии «Bibliotheca Buddhica» была прекращена.
Первым с инициативой возобновления издания «Bibliotheca Buddhica» выступил вернувшийся в 1957 году в СССР Ю. Н. Рерих. Ему удалось добиться начала практической реализации инициативы, но затем возник ряд трудностей, вызванных нежеланием властей поддерживать «пропаганду буддизма». Одним из тех, кто помог Рериху преодолеть возникшие препятствия, стал его давний знакомый  профессор Малаласекера, бывший в то время послом Цейлона в СССР.

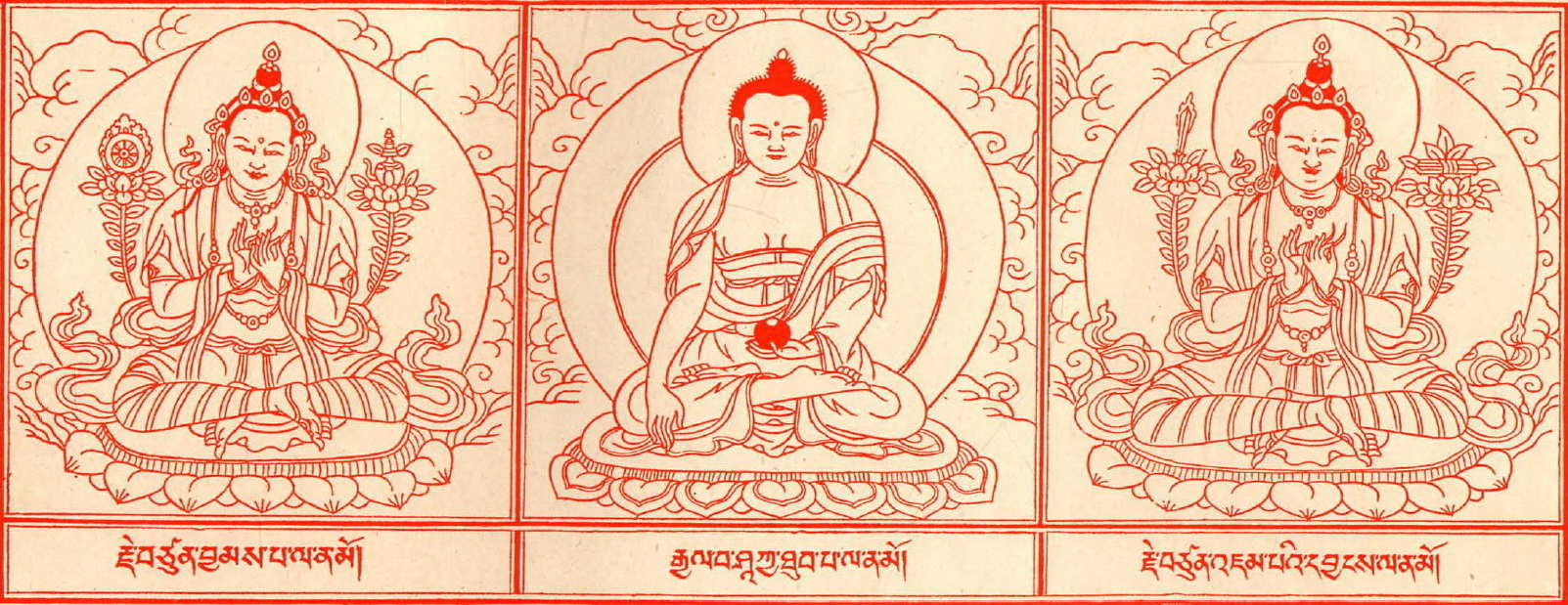
Майтрея, Будда Шакьямуни, Манджушри. Иллюстрация из пятого тома серии. 1908 год.

Благодаря Рериху в качестве XXXI тома серии в 1960 году был издан текст афоризмов Будды Шакьямуни — перевод В. Н. Топорова с пали — «Дхаммапада», являющаяся настольной книгой южных буддистов и частью палийского тхеравадинского канона. Следующим, XXXII, томом серии стала книга А. И. Вострикова «Тибетская историческая литература».
Однако после выхода в свет двух томов издание серии вновь прекратилось. Лишь значительно позже, уже в 1980-е, серия при содействии Г. М. Бонгард-Левина продолжила своё существование. На этом этапе Bibliotheca Buddhica стала издаваться в рамках серии книг «Памятники письменности Востока», причём в выходных сведениях указывался как номер тома серии «Памятники письменности Востока», так и номер тома «Bibliotheca Buddhica». Первым изданным после перерыва стал выпущенный в 1985 году том XXXIII «Памятники индийской письменности из Центральной Азии», подготовленный Г. М. Бонгард-Левиным и М. И. Воробьевой-Десятовской. В то время в обществе рос интерес к буддизму и его источникам и книги серии способствовали его удовлетворению.
Всего за время, истекшее с момента основания, в составе серии было подготовлено и издано 40 томов. Том XL — «Памятники индийской письменности из Центральной Азии. Вып. 3» — вышел в свет в 2004 году. В книгах серии не только воспроизводятся оригинальные тексты и публикуются их переводы, но и приводится научный аппарат, включающий вступительные статьи, комментарии к текстам, словари и т. д.
Серия всегда пользовалась широким международным признанием специалистов. Так, например, первые 30 томов неоднократно переиздавались в Индии. Репринтное переиздание серии было предпринято индийским издательским концерном Motilal Banarsidass в 1997 году.